# Bocages wever
De bocages wever (Ploceus temporalis) is een zangvogel uit de familie Ploceidae (wevers en verwanten).

## Verspreiding en leefgebied
Deze soort komt voor van Angola tot zuidoostelijk Congo-Kinshasa en noordwestelijk Zambia.